# Glaphyra densepunctata
Glaphyra densepunctata là một loài bọ cánh cứng trong họ Cerambycidae.